# Христин Христов
Христин Кирилов Христов е български офицер, генерал-майор от Транспортните войски, академик на Академията по транспорта на Русия.

## Биография
Роден е на 16 ноември 1946 г. в Перник. През 1964 г. завършва 27-ма Политехническа гимназия в София. Състезател е по бокс на физкултурно дружество „Спартак“ (София). Учи в Полувисшия железопътен институт „Тодор Каблешков“ със специалност „Експлоатация на железопътния транспорт-ръководител движение и търговска служба“. Там е зачислен във втори взвод на девета курсантска рота. През първата година е включен в оркестъра на института. Състезава се и за отбора по бокс на института, с който печели първенството на военно-учебните заведения. Докато е в училището се състезава за физкултурно дружество „Локомотив“-София. Завършва през 1967 г. и е назначен като командир на курсантски взвод в девета рота на втори батальон на Института. Става член на БКП през 1968 г. В периода 1970 – 1974 г. учи във Военната академия по тил и транспорт в Санкт Петербург, специалност „Строителство и възстановяване на пътища за съобщения на театъра на военните действия“.
Служи в Железопътните войски, а впоследствие и в създадените на тяхна основа Войски на Министерството на транспорта (ВМТ). От 1974 г. е заместник-командир и главен инженер на строителния батальон в село Телиш (под. 52520) в трети полк на Бригадата за железопътно и свързочно строителство. От 1978 г. е преподавател в института по специалност „Възстановяване на железопътните линии, свръзки и СЦБ“. На 17 май 1985 г. защитава дисертация за кандидат на военните науки (днес доктор по военни науки) и на 16 октомври същата година му е присъдена научната степен. Същата година е назначен за началник-щаб на първа железопътна бригада (под. 58320). Остава на този пост до януари 1988 г., когато е назначен за заместник-началник на направление „Специални дейности“ в Министерството на транспорта (от 20 януари). След това става началник на направлението. От 22 март 1994 г. (Указ №60 на президента на РБ, №34/22.03.1994 на Министъра на транспорта) е командващ войските на министерството на транспорта и му е присвоено звание генерал-майор. На 25 юли 1997 г. е освободен от длъжността началник на войските на министерството на транспорта. На 28 януари 1998 г. е освободен от кадрова военна служба. Членува в Академията по транспорта на Русия (1996) и Международната академия по транспорта (2002).

## Образование
- 27-ма Политехническа гимназия, София (до 1964)
- Полувисш железопътен институт „Тодор Каблешков“ (1964 – 1967)
- Военна академия по тил и транспорт, Санкт Петербург (1 септември 1970-юни 1974), Строителство и възстановяване на жп мостове

## Награди
- „Отличник на Железопътни войски“ (1968)
- „Орден на труда-златен“